# 新第聂伯罗夫卡 (扎波罗热区)
47°59′26″N 34°52′55″E / 47.99056°N 34.88194°E
新第聶伯羅夫卡（羅馬化：Novodniprovka）是位於烏克蘭東南部的村莊，由扎波羅熱州扎波羅熱区的希羅凱市鎮負責管轄。該村始建於1928年，面積5.9平方公里，海拔高度101米，2001年人口29，人口密度每平方公里4.9人。